# Autobahndreieck Essen-Ost
Das Autobahndreieck Essen-Ost (Abkürzung: AD Essen-Ost; Kurzform: Dreieck Essen-Ost) ist ein Autobahndreieck in Nordrhein-Westfalen in der Metropolregion Rhein-Ruhr. Es verbindet die Bundesautobahn 40 (Ruhrschnellweg) mit der Bundesautobahn 52 (Mönchengladbach – Marl).

## Geographie
Das Autobahndreieck liegt auf dem Stadtgebiet von Essen. Nächstgelegene Stadtteile sind Huttrop, Frillendorf, Südviertel, Südostviertel und Ostviertel. Es befindet sich etwa 1,5 km östlich der Essener Innenstadt, etwa 30 km nordöstlich von Düsseldorf und etwa 13 km westlich von Bochum. Nördlich kreuzt die Bahnstrecke Dortmund-Duisburg das Dreieck und wird von der A 40 durch eine Brücke überquert.
Das Autobahndreieck Essen-Ost trägt auf der A 40 die Anschlussstellennummer 25, auf der A 52 die Nummer 31.

## Geschichte
Am Autobahndreieck Essen-Ost mündet die von Düsseldorf kommende A 52 in den Ruhrschnellweg (A 40). Dieser Abschnitt der A 52, von Essen-Rüttenscheid an, wurde 1981 dem Verkehr übergeben.
Seit einigen Jahren ist in der Planung, dass die A 52 in nördlicher Richtung zur A 42 bzw. A 2 (südliches Stadtgebiet von Gladbeck) verlängert wird. Durch den Lückenschluss würde die A 52 zwischen Essen und A 2 als durchgängige Autobahn befahrbar sein. Durch diesen geplanten Bau würde dann dieses Autobahndreieck zum Autobahnkreuz ausgebaut werden.

## Bauform und Ausbauzustand
Aufgrund der gewählten Bauform als Autobahngabelung werden nur die Relationen Düsseldorf—Bochum und umgekehrt bedient. Die Relationen Duisburg—Düsseldorf wurden ausschließlich von der AS Essen-Frillendorf einige 100 Meter östlich des Dreiecks bedient. Bei hohem Verkehrsaufkommen lag dort ein Stau- und Unfallschwerpunkt. Zur Entlastung wurde eine neue, leistungsfähigere Anschlussstelle weiter östlich an der Schönscheidtstraße (Südfahrbahn) und an der Straße Am Technologiezentrum (Nordfahrbahn) gebaut.
Die Verbindungsrampe der A 52 auf die A 40 ist einspurig ausgeführt und auf 80 km/h begrenzt. Mit dieser Spur wird die A 40 in Richtung Bochum insgesamt sechsstreifig. In der Gegenrichtung geht der rechte der drei Fahrstreifen in westlicher Richtung in die A 52 über. Die A 40 ist in beiden Richtungen standardmäßig auf 100 km/h begrenzt, kann aber mithilfe automatischer Schilderbrücken an den Verkehr angepasst werden. Beide Rampen werden zweistreifig ausgebaut. Die Umbauarbeiten am Dreieck Essen-Ost waren ursprünglich für die Jahre 2016/2017 vorgesehen. Gegen den Ausbau gab es Klagen von Bürgern. Sollten diese abgewiesen werden, kann in den 2020ern mit dem Umbau begonnen werden.

## Verkehrsaufkommen
Das Dreieck wurde im Jahr 2010 täglich von rund 120.000 Fahrzeugen befahren.
| Von                     | Nach                         | Durchschnittliche tägliche Verkehrsstärke | Durchschnittliche tägliche Verkehrsstärke | Anteil Schwerlastverkehr | Anteil Schwerlastverkehr |
| Von                     | Nach                         | 2005                                      | 2010                                      | 2005                     | 2010                     |
| ----------------------- | ---------------------------- | ----------------------------------------- | ----------------------------------------- | ------------------------ | ------------------------ |
| AS Essen-Huttrop (A 40) | AD Essen-Ost                 | 074.800                                   | 065.100                                   | 8,0 %                    | 6,8 %                    |
| AD Essen-Ost            | AS Essen-Frillendorf (A 40)  | 128.600                                   | 117.200                                   | 7,3 %                    | 6,6 %                    |
| AD Essen-Ost            | AS Essen-Bergerhausen (A 52) | 054.500                                   | 054.800                                   | 6,9 %                    | 6,5 %                    |